# Zacayahual, Veracruz
Zacayahual är en ort i Mexiko.   Den ligger i kommunen Zontecomatlán de López y Fuentes och delstaten Veracruz, i den sydöstra delen av landet, 170 km nordost om huvudstaden Mexico City. Zacayahual ligger 392 meter över havet och antalet invånare är 173.
Terrängen runt Zacayahual är huvudsakligen kuperad. Zacayahual ligger nere i en dal. Runt Zacayahual är det ganska tätbefolkat, med 80 invånare per kvadratkilometer. Närmaste större samhälle är Xochiatipan de Castillo, 6,9 km norr om Zacayahual. I omgivningarna runt Zacayahual växer huvudsakligen savannskog.